# Be'er Ja'akov
Be'er Ja'akov (hebrejsky בְּאֵר יַעֲקֹב, doslova „Jákobova studna“, v oficiálním přepisu do angličtiny Be'er Ya'aqov, přepisováno též Be'er Ya'akov) je místní rada (menší město) v Izraeli, v Centrálním distriktu.

## Geografie
Leží v nadmořské výšce 75 metrů, cca 15 kilometrů jihovýchodně od centra Tel Avivu, v metropolitní oblasti Guš Dan. Leží na jihovýchodním okraji územně souvislého pásu městského osídlení aglomerace Tel Avivu, který na východ a na jih od města přechází v torzovitě dochovanou zemědělsky využívanou krajinu.
Na západě Be'er Ja'akov sousedí s velkoměstem Rišon le-Cijon, na jihozápadě s městem Nes Cijona a na východní straně, v jistém odstupu leží konurbace měst Lod a Ramla. Město je napojeno na četné dálniční a silniční dopravní tahy v aglomeraci Tel Avivu. Ve východozápadním směru je to silnice dálničního typu číslo 431. Ve městě stojí železniční stanice Be'er Ja'akov. Prochází tudy železniční trať Tel Aviv-Aškelon. K severozápadu zde z ní odbočuje krátká železniční trať Tel Aviv-Rišon le-Cijon. V roce 2002 místní obyvatelé opakovaně blokovali provoz na této trati a protestovali tak proti omezení počtu vlaků, které zde zastavovaly.
Be'er Ja'akov leží v oblasti s hustým osídlením, v naprosté většině židovským.

## Dějiny

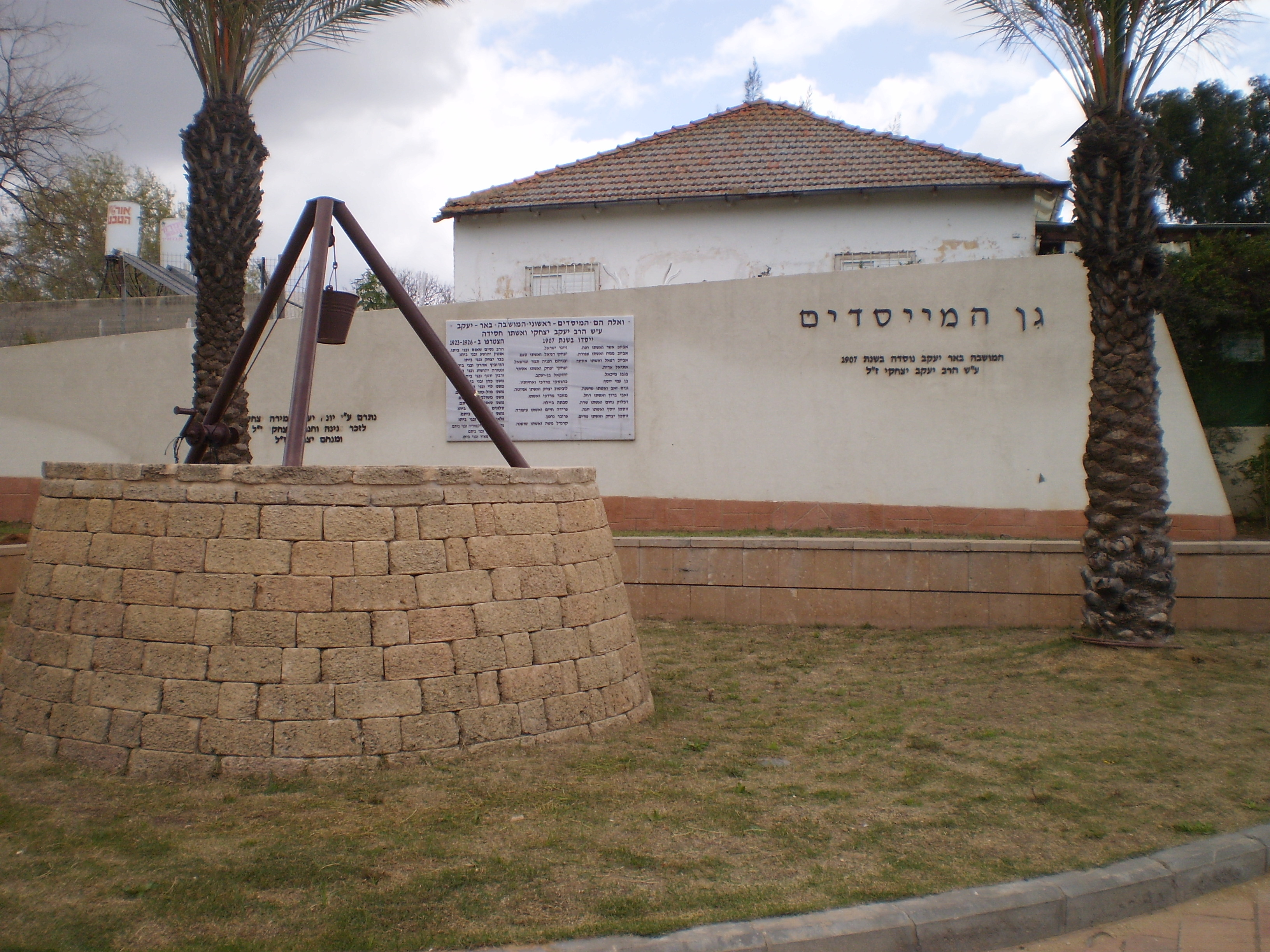
Památník zakladatelů obce v Be'er Ja'akov

Be'er Ja'akov byl založen roku 1907 jako mošava, tedy individuálně hospodařící zemědělská vesnice. Roku 1906 zakoupila organizace Chevrat Geula (חברת גאולה) vedená Meirem Dizengoffem (pozdějším starostou nově zbudovaného Tel Avivu) 2000 dunamů (2 kilometry čtvereční) pozemků od německých luteránů. Skupina budoucích osadníků se sešla v Jaffě, kde se rozhodla rozdělit mezi jednotlivé rodiny pozemky o ploše 50 a 100 dunamů. Zároveň bylo rozhodnuto, že polovinu osadníků budou tvořit židovští přistěhovalci z Kavkazu, kteří měli ze své původní vlasti zkušenosti se zemědělstvím. Druhá polovina obyvatel pocházela z Polska, Ruska, Rumunska, Bulharska, Argentiny a z tehdejší Persie, kteří už předtím prošli zemědělským výcvikem. V roce 1907 se pak tito osadníci nastěhovali do této lokality (arabsky nazývané Vádí Limon) a slavnostně tu založili novou židovskou vesnici. K založení osady došlo v prosinci 1907 a šlo o jedinou novou židovskou osadu zřízenou toho roku v tehdejší Palestině.
Jméno osady odkazuje na rabína Ja'akova Jicchaka, který patřil k zakladatelům vesnice a pocházel z přední rabínské rodiny na Kavkazu. Ve vesnici zpočátku chyběl zdroj vody a ta musela být dovážena z okolních židovských sídel Rišon le-Cijon a Nes Cijona. Později osadníci zrenovovali studnu z křižáckých dob. To inspirovalo k pojmenování obce Jákobova studna. V roce 1910 zde byla založena základní škola.
Během první arabsko-izraelské války zde byla založena ješiva Ješivat Be'er Ja'akov (ישיבת באר-יעקב) - jedna z nejvýznamnějších v zemi. Od 30. let 20. století se vesnice stále více zaměřovala na pěstování citrusů (dodnes připomínáno v městském znaku). V roce 1949 byla povýšena na místní radu (menší město). V letech 1949–1953, 1958–1965 a 1969–1973 byl starostou obce Avraham Lichtenstein (אברהם ליכטנשטיין), za jehož úřadování se Beer Ja'akov snažila uchovat svůj zemědělský charakter navzdory tomu, že byla postupně začleňována do aglomerace Tel Avivu. V letech. V letech 1953–1958 byl starostou obce Šalom Reinitz (שלום רייניץ) původem z Československa. Za jeho vlády byla v Be'er Ja'akov zavedena elektřina. V letech 1965–1967 v době, kdy v čele obce stál Dabi Chaj (דבי חי) byla vyasfaltována silnice do Ramle a obec se rozrostla o novou čtvrť. V letech 1973–1989 pak v čele obce stál Nachum Itzkowitz (נחום איצקוביץ). Tehdy byla Be'er Ja'akov napojena na kanalizaci a obec získala městský charakter. V této době byla zrušena provizorní zástavba na jižní straně obce v lokalitě Choter (חוטר) a vznikla zde čtvrť rodinných domů. V letech 1989–2003 působil jako starosta Jo'av Rafa'el (יואב רפאל). V této době začaly práce na novém územním plánu, který předpokládá postupnou proměnu obce na skutečné městské sídlo. Severně od města se rozkládá velká průmyslová a vojenská zóna Crifin.

## Demografie
Populace Be'er Ja'akov je smíšená, tedy sestávající ze sekulárních i nábožensky založených obyvatel. Podle údajů z roku 2009 tvořili naprostou většinu obyvatel Židé - cca 10 000 osob (včetně statistické kategorie "ostatní", která zahrnuje nearabské obyvatele židovského původu ale bez formální příslušnosti k židovskému náboženství, cca 10 400 osob).
Jde o středně velké sídlo městského typu s trvalým růstem. K 31. prosince 2017 zde žilo 22 900 lidí.
| Rok            | 1948 | 1950  | 1955  | 1961  | 1972  | 1980  | 1983  | 1990  | 1993  | 1994  | 1995  | 1996  | 1997  | 1998  | 1999  | 2000  |
| -------------- | ---- | ----- | ----- | ----- | ----- | ----- | ----- | ----- | ----- | ----- | ----- | ----- | ----- | ----- | ----- | ----- |
| Počet obyvatel | 285  | 4 000 | 2 600 | 5 283 | 3 963 | 4 400 | 4 711 | 5 700 | 7 000 | 6 400 | 7 609 | 7 800 | 7 800 | 7 800 | 7 900 | 8 000 |

| Rok            | 2001  | 2002  | 2003  | 2004  | 2005  | 2006  | 2007  | 2008   | 2009   | 2010   | 2011   | 2012   | 2013   | 2014   | 2015   | 2016   | 2017   |
| -------------- | ----- | ----- | ----- | ----- | ----- | ----- | ----- | ------ | ------ | ------ | ------ | ------ | ------ | ------ | ------ | ------ | ------ |
| Počet obyvatel | 8 100 | 8 300 | 8 700 | 8 900 | 9 100 | 9 400 | 9 600 | 10 000 | 10 500 | 11 900 | 14 500 | 16 300 | 17 500 | 17 600 | 18 400 | 20 400 | 22 900 |